# Lukovo Šugarje
Lukovo Šugarje falu Horvátországban, Lika-Zengg megyében. Közigazgatásilag Karlobaghoz tartozik.

## Fekvése
Karlobagtól légvonalban 14 km-re, közúton 19 km-re délkeletre a Pag-szigettel szemben, a 8-as számú főút mentén a tengerparton az azonos nevű öböl partján fekszik. Az öbölnek a tenger felé egy szűk kijárata van. Vonzáskörzetében kis parti telepek sora található, melyek a Velebit-csatorna kopár és meredek partján helyezkednek el.

## Története
A település nevét Szent Lukács tiszteletére szentelt templomáról kapta és már a középkorban is létezett, de a 17. században elpusztult. Később bunyevácokkal telepítették újra. Lakói állattartással és halászattal foglalkoztak. Szorgalmas nép élt itt. Télen a tenger közelében maradtak, míg nyáron a száraz időszakokban távolabb kerestek forrásokat maguknak és állataiknak. Kis hajóikkal fuvarozták a homokot az útépítésekhez és a fát a Velebit-hegységből, amelyeket borra, sóra és egyebekre cseréltek, amelyekre szükségük volt. Amíg út nem volt gyalog tették meg az utat a hegyeken át Gospićra és vissza. Templomát a 18. században, építették, plébániáját 1809-ben alapították. A templom mellett 1840-ben a vízellátás biztosítására ciszternát építettek. Alapiskolája 1907-ben nyílt meg, miután lakossága ezt már 1875-ben igényelte a zágrábi hatóságoktól.
1857-ben 272, 1910-ben 667 lakosa volt. A trianoni békeszerződésig Lika-Korbava vármegye Gospići járásához tartozott. Ezt követően előbb a Szerb-Horvát-Szlovén Királyság, majd Jugoszlávia része lett. A királyság idejében a Pora-öbölben vámház működött, amely megakadályozta az áruk engedély nélküli forgalmát Lika felé. Az itt élők állattartással, halászattal, méhészettel foglalkoztak és közismerten kitűnő tengerészek voltak. 1937-ben makadámút épült, amelyen a tengeri úton érkezett lisztet szállíthatták a helyi pékségbe. A Skočkobila-foknál posta működött, ahonnan a vízi úton érkezett küldeményeket Gospić, Zára és más települések felé továbbították. A II. világháború után nehéz idők jöttek. Tömegek vándoroltak ki Amerikába a jobb élet reményében. 1959-ben megépült az aszfaltozott tengerparti főút, mely elősegítette újabb tengerparti részek betelepítését. A településnek 2011-ben 68 lakosa volt. A lakosság bevételi forrásai egyre inkább a turizmus és a halászat irányába tolódnak el, míg a régebben elterjedtebb állattenyésztés ma már kihalófélben van. A térség legnagyobb gondja még mindig a víz és a vízvezeték hiánya.

## Lakosság
| Lakosság változása | Lakosság változása | Lakosság változása | Lakosság változása | Lakosság változása | Lakosság változása | Lakosság változása | Lakosság változása | Lakosság változása | Lakosság változása | Lakosság változása | Lakosság változása | Lakosság változása | Lakosság változása | Lakosság változása | Lakosság változása |
| ------------------ | ------------------ | ------------------ | ------------------ | ------------------ | ------------------ | ------------------ | ------------------ | ------------------ | ------------------ | ------------------ | ------------------ | ------------------ | ------------------ | ------------------ | ------------------ |
| 1857               | 1869               | 1880               | 1890               | 1900               | 1910               | 1921               | 1931               | 1948               | 1953               | 1961               | 1971               | 1981               | 1991               | 2001               | 2011               |
| 272                | 632                | 588                | 455                | 632                | 667                | 584                | 456                | 342                | 343                | 256                | 184                | 147                | 136                | 79                 | 68                 |

## Nevezetességei
Szent Lukács evangélista tiszteletére szentelt római katolikus temploma 1772-ben épült. Ennek alapjain építették fel 1842-ben a mai templomot.